# Rick Vallin

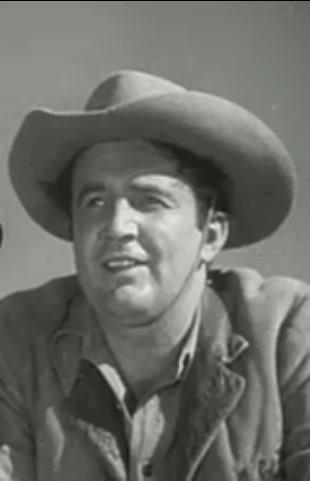
Rick Vallin in dem Westernfilm Die Plünderer von Texas (1957)

Rick Vallin (* 24. September 1919 in Krim, Ukrainische Sozialistische Sowjetrepublik als Eric George Efron; † 31. August 1977 in Los Angeles, Kalifornien, Vereinigte Staaten) war ein US-amerikanischer Schauspieler.

## Leben
Rick Vallin wurde 1919 in Russland geboren. Gemeinsam mit seiner südamerikanischen Mutter wanderte er 1922 aus und sie kamen am 6. Mai 1922 im Hafen von Boston an. Sein Vater, ein Offizier der kaiserlichen russischen Armee, wurde von den Bolschewiken ermordet. Seine Mutter, bekannt als Nadja Yatsenko, war eine Ballerina im zaristischen Russland. In den Vereinigten Staaten wurde sie als „Zigeunertänzerin“ bezeichnet.
Zwischen 1938 und 1966 drehte er mehr als 150 Filmen. Ab 1940 stand er als Eric Efron im Hollywood Theater auf der Bühne.
Vallin starb im Alter von 57 Jahren in Los Angeles, Kalifornien. Er ist im Eden Memorial Park in Mission Hills, Kalifornien, beigesetzt.

## Filmografie

### Filme
- 1938: Freshman Year
- 1938: Dramatic School
- 1938: Newsboys’ Home
- 1941: Desperate Cargo
- 1941: Escort Girl
- 1941: The Corsican Brothers
- 1942: Pardon My Stripes
- 1942: Sleepytime Gal
- 1942: The Panther’s Claw
- 1942: Flying with Music
- 1942: Perils of the Royal Mounted
- 1942: Friendly Enemies
- 1942: King of the Stallions
- 1942: Youth on Parade
- 1942: Secrets of a Co-Ed
- 1942: Stand By All Networks
- 1942: Lady from Chungking
- 1943: A Night for Crime
- 1943: Corregidor
- 1943: Clancy Street Boys
- 1943: Riders of the Rio Grande
- 1943: Ghosts on the Loose
- 1943: Isle of Forgotten Sins
- 1943: Wagon Tracks West
- 1943: Nearly Eighteen
- 1943: Smart Guy
- 1943: The Desert Song
- 1944: The Desert Hawk
- 1944: Army Wives
- 1945: Secrets of a Sorority Girl
- 1946: Charlie Chan – Gefährliches Geld (Dangerous Money)
- 1947: Ich kann mein Herz nur einmal verschenken (Northwest Outpost)
- 1947: Uncas, der Letzte seines Stammes (Last of the Redmen)
- 1947: The Sea Hound
- 1947: Two Blondes and a Redhead
- 1947: Brick Bradford
- 1948: Bob and Sally
- 1948: Brautzeit und Ehe
- 1948: Das Geheimnis von Zimbalu (Jungle Jim)
- 1949: Tarzan’s Magic Fountain
- 1949: Shamrock Hill
- 1949: Tuna Clipper
- 1949: Batman and Robin
- 1949: Adventures of Sir Galahad
- 1949: Life of St. Paul Series
- 1950: Killer Shark
- 1950: Cody of the Pony Express
- 1950: Comanche Territory
- 1950: Die Dschungelgöttin (Captive Girl)
- 1950: Im Lande der Comanchen (State Penitentiary)
- 1950: Snow Dog
- 1950: Atom Man vs. Superman
- 1950: Rio Grande Patrol
- 1950: Counterspy Meets Scotland Yard
- 1950: Revenue Agent
- 1951: Fighting Coast Guard
- Roar of the Iron Horse
- 1951: Als die Rothäute ritten (When the Redskins Rode)
- 1951: Hurricane Island
- 1951: Jungle Manhunt
- 1951: Yellow Fin
- 1951: Der rote Falke von Bagdad (The Magic Carpet)
- 1951: Captain Video: Master of the Stratosphere
- 1952: Lone Star
- 1952: Aladdin and His Lamp
- 1952: King of the Congo
- 1952: Abu Andar, Held von Damaskus (Thief of Damascus)
- 1952: Blackhawk
- 1952: Strange Fascination
- 1952: Son of Geronimo: Apache Avenger
- 1952: Woman in the Dark
- 1952: Voodoo Tiger
- 1952: The Miraculous Blackhawk: Freedom’s Champion
- 1953: Star of Texas
- 1953: The Homesteaders
- 1953: Salome
- 1953: Trail Blazers
- 1953: The Marksman
- 1953: Topeka
- 1953: Fighting Lawman
- 1954: Bomba und der goldene Götze (The Golden Idol)
- 1954: Ma and Pa Kettle at Home
- 1954: Thunder Pass
- 1954: Riding with Buffalo Bill
- 1954: Attila, der Hunnenkönig (Sign of the Pagan)
- 1954: Day of Triumph
- 1955: Bowery to Bagdad
- 1955: Treasure of Ruby Hills
- 1955: Dial Red O
- 1955: Duell mit dem Teufel (The Man from Bitter Ridge)
- 1955: The Adventures of Captain Africa
- 1955: King of the Carnival
- 1955: Der scharlachrote Rock (The Scarlet Coat)
- 1955: At Gunpoint
- 1956: Perils of the Wilderness
- 1956: Terror at Midnight
- 1956: Frontier Gambler
- 1956: Three for Jamie Dawn
- 1956: Gun Brothers
- 1956: Fighting Trouble
- 1956: You Can’t Run Away from It
- 1956: Naked Gun
- 1956: Untamed Mistress
- 1957: The Storm Rider
- 1957: The Badge of Marshal Brennan
- 1957: Jet Pilot
- 1957: Die Plünderer von Texas (Raiders of Old California)
- 1957: The Tijuana Story
- 1957: Sheriff Brown räumt auf (The Badge of Marshal Brennan)
- 1957: Escape from Red Rock
- 1958: Bullwhip
- 1959: Pier 5, Havana
- 1960: The Wizard of Baghdad
- 1964: The Quick Gun

### Fernsehshows
- 1952–1953: The Adventures of Kit Carson
- 1952–1954: Hopalong Cassidy
- 1952–1956: The Adventures of Wild Bill Hickok
- 1953: Im Wilden Westen (Death Valley Days)
- 1953–1954: The Gene Autry Show
- 1953–1957: The Roy Rogers Show
- 1954–1956: Annie Oakley
- 1955–1956: Wyatt Earp
- 1955–1957: The Lone Ranger
- 1955–1958: Adventures of Superman
- 1956: Four Star Playhouse
- 1957: Highway Patrol
- 1957: Official Detective
- 1957: The Adventures of Rin Tin Tin
- 1958: Dezernat M (M Squad)
- 1961: Bat Masterson
- 1966: The Prisoner
- 1966: Daniel Boone